# Middleholm
Middleholm est une île du pays de Galles située dans le Pembrokeshire, entre la péninsule de Marloes à l'est, et l'île de Skomer à l'ouest.

## Étymologie
Le nom de l'île est composé des mots middle (« intermédiaire, moyen, milieu ») et holm (« île, îlot »).

## Faune et flore
L'île est connue pour ses oiseaux marins (Puffins des Anglais et Macareux moines), et pour ses plantes (fétuque rouge, bette maritime, mauve royale).

## Histoire
Au début du XIVe siècle, l'île était la propriété du baron Aymar de Valence, comte de Pembroke, qui possédait également les îles voisines de Skomer et de Skokholm.
La présence de lapins dans l'île est attestée au XIVe siècle, à l'époque du roi Édouard III.